# هيام كلمات
'هيام كلمات' (مواليد 20 آذار 1970) سياسية أردنية وعضو مجلس الأعيان الأردني.

## التعليم
تحمل هيام كلمات شهادة الليسانس في التربية وعلم النفس، وشهادة دبلوم عالي في التربية الخاصة، وشهادة الماجستير في التخطيط الحضري والإقليمي، والدكتوراة في الإدارة العامة\الحاكمية الحضرية الرشيدة.

## السيرة المهنية
هيام كلمات، خبيرة خاصة في التنمية المستدامة، وهي عضو فريق المستشارات لمنظمة المرأة التابعة لهيئة الامم المتحدة UNWOMEM. كما كانت عضواص في مجلس أمانة عمان الكبرى لمدة ثمان سنوات بين عامي 1999 و2007. أسست الشبكة الإقليمية العربية للمرأة في الإدارة المحلية في أمانة عمان الكبرى. عينت مديرة إقليمية للتنمية الاجتماعية في المكتب الإقليمي للأونروا عام 2000 الذي يضمن كل من الأردن وسوريا ولبنان والضفة الغربية وقطاع غزة. وهي أول مديرة للجنة الوطنية الأردنية لشؤون المرأة برئاسة الأميرة بسمة بنت طلال. 
عملت هيام كلمات مسؤولة الاتفاقيات الثقافية ومستشارة التخطيط والدراسات الحضرية والإقليمية في وزارة التخطيط والتعاون الدولي، ونائب مدير «مديرية الأسرة والطفولة» في وزارة التنمية الاجتماعية، إضافة لعضوية العديد من الهيئات المحلية والعربية والدولية الاجتماعية والمتخصصة في التنمية المستدامة.
شاركت هيام كلمات في العديد من المؤتمرات العربية والدولية وترأست العديد من الوفود الرسمية الأردنية، وهي كاتبة مقالات في صحيفة الرأي الأردنية؛ صدر لها كتاب «يوتوبيا الصحراء» عام 2014، يتضمن مجموعة من قصص الأطفال. اختيرت عضواً في مجلس الأعيان الأردني السادس والعشرين.